# Erzeparchie Beirut
Die Erzeparchie Beirut (lateinisch Archieparchia Berytensis Maronitarum; arabisch أبرشية بيروت المارونية, DMG Abrašīyat Bairūt al-Mārūnīya) ist eine mit der römisch-katholischen Kirche unierte Erzeparchie im Libanon. Erzbischof der Erzeparchie ist Paul Youssef Matar.

## Geschichte
Die maronitische Erzeparchie von Beirut wurde im Jahre 1577 kirchenrechtlich errichtet. Sie befindet sich in der gleichnamigen Stadt Beirut, zugleich ist sie die Hauptstadt des Libanon. Insgesamt leben, laut den statistischen Angaben aus dem Jahr 2006, auf dem Gebiet der Erzeparchie ca. 240.000 maronitische Christen. Sie feiern ihren Gottesdienst in Syrischer Sprache im Antiochenischen Ritus.

## Maronitische Erzbischöfe von Beirut
- Tobia Aun (1844–…)
- Giuseppe Debs (1872–1907)
- Pietro Scebli (1908–1917)
- Ignazio Mobarak (1919–1951)
- Ignace Ziadé (1952–1986)
- Khalil Abi-Nader (1986–1996)
- Paul Youssef Matar (1996–2019)
- Paul Abdel Sater (seit 2019)